# Jagdgeschwader 21
Jagdgeschwader 21 (dobesedno slovensko: Lovski polk 21; kratica JG 21) je bil lovski letalski polk (Geschwader) v sestavi nemške Luftwaffe med drugo svetovno vojno.

## Organizacija
- štab
- I. skupina

## Vodstvo polka
Poveljniki polka (Geschwaderkommodore)
- Stotnik: Martin Mettig: julij 1939
- Stotnik: Fritz Ultsch: 1. februar 1940